# Post-grunge
Post-grunge je hudební styl odvozený z grunge a vznikající v polovině 90. let minulého století. Post-grunge je na rozdíl od grunge velmi ovlivněn hudebními žánry alternative rock, hard rock a alternative metal. To z něj dělá styl daleko více komerční a přístupnější. Mezi skupiny, které stály u zrodu post-grunge, se řadí především Foo Fighters a Creed.

## Seznam post-grungeových interpretů
- Bush
- Foo Fighters
- Creed
- Nickelback
- Silverchair
- Alanis Morissette
- Puddle of Mudd
- Shinedown
- Staind
- Seether
- Cold
- The Calling
- Three days grace
- Fall Of Envy
- Thousand Foot Krutch